# Bert får scenskräck!
Bert får scenskräck!  är en ungdomsroman i dagboksform av de svenska författarna Anders Jacobsson och Sören Olsson, utgiven 2012.

## Handling
Berts nya förälskelse heter Denise, och spelar i ett storband, Även Bert spelar i ett band. Hon spelar också teater, och då Bert går med i samma teatergrupp upptäcker han att han är enda kille där. Han måste dölja detta för sina kompisar.

### Fotnoter
1. ↑  ”Bert får scenskräck”. Libris. http://libris.kb.se/hitlist?d=libris&q=bert+f%C3%A5r+scenskr%C3%A4ck&f=simp&spell=true&hist=true&p=1. Läst 17 oktober 2014.